# Garden in the Woods
El Jardín en los Bosques (en inglés: Garden in the Woods), es un jardín botánico de 45 acres (180,000 m²) de extensión que se encuentra en el interior de un bosque, en Framingham, Massachusetts, Estados Unidos.
Es la sede de la organización sin ánimo de lucro New England Wild Flower Society. La cual es miembro del BGCI, y presenta trabajos para la Agenda Internacional para la Conservación en los Jardines Botánicos. Su código de reconocimiento internacional como institución botánica (en el Botanical Gardens Conservation International BGCI), así como las siglas de su herbario es NEWF.

## Localización
Garden in the Woods, 54180 Hemenway Road, Framingham, Middlesex County, Massachusetts MA 01701-2699, United States of America-Estados Unidos de América.
Planosy vistas satelitales.42°20′28.43″N 71°25′35.22″O / 42.3412306, -71.4264500
Se encuentra abierto desde el 15 de abril hasta el 31 de octubre. Se hace una visita guiada (incluida con la entrada del jardín botánico).

## Historia
El "Garden in the Woods" fue fundado en 1931, cuando Will Curtis compró 30 acres (121,000 m²) de terrenos en north Framingham, y comenzó a crear el jardín en este lugar. 

## Colecciones
El jardín botánico es la mayor colección de plantas silvestres en New England, albergando más de 1700 variedades de plantas representando unas 1000 especies, entre las que se incluyen unas 200 especies de plantas nativas raras y amenazadas, todas ellas arropadas por un bosque maduro de robles situado en un terreno de origen glacial de colinas onduladas, estanques, y arroyos. 
El jardín alberga también el vivero de plantas nativas más grande de New England.
Alberga especies dentro de las familias Araceae, Compositae, Ericaceae, Liliaceae, Orchidaceae, Polypodiaceae, Sarraceniaceae, 
Con los géneros ; Amsonia (6 spp., 7 taxones), Asarum (8 spp., 8 taxones), Rhododendron (28 spp., 63 taxones), Trillium (15 spp., 23 taxones), Astilbe (11 taxones), Hosta (20 taxones), Kalmi . . 
Son de destacar :

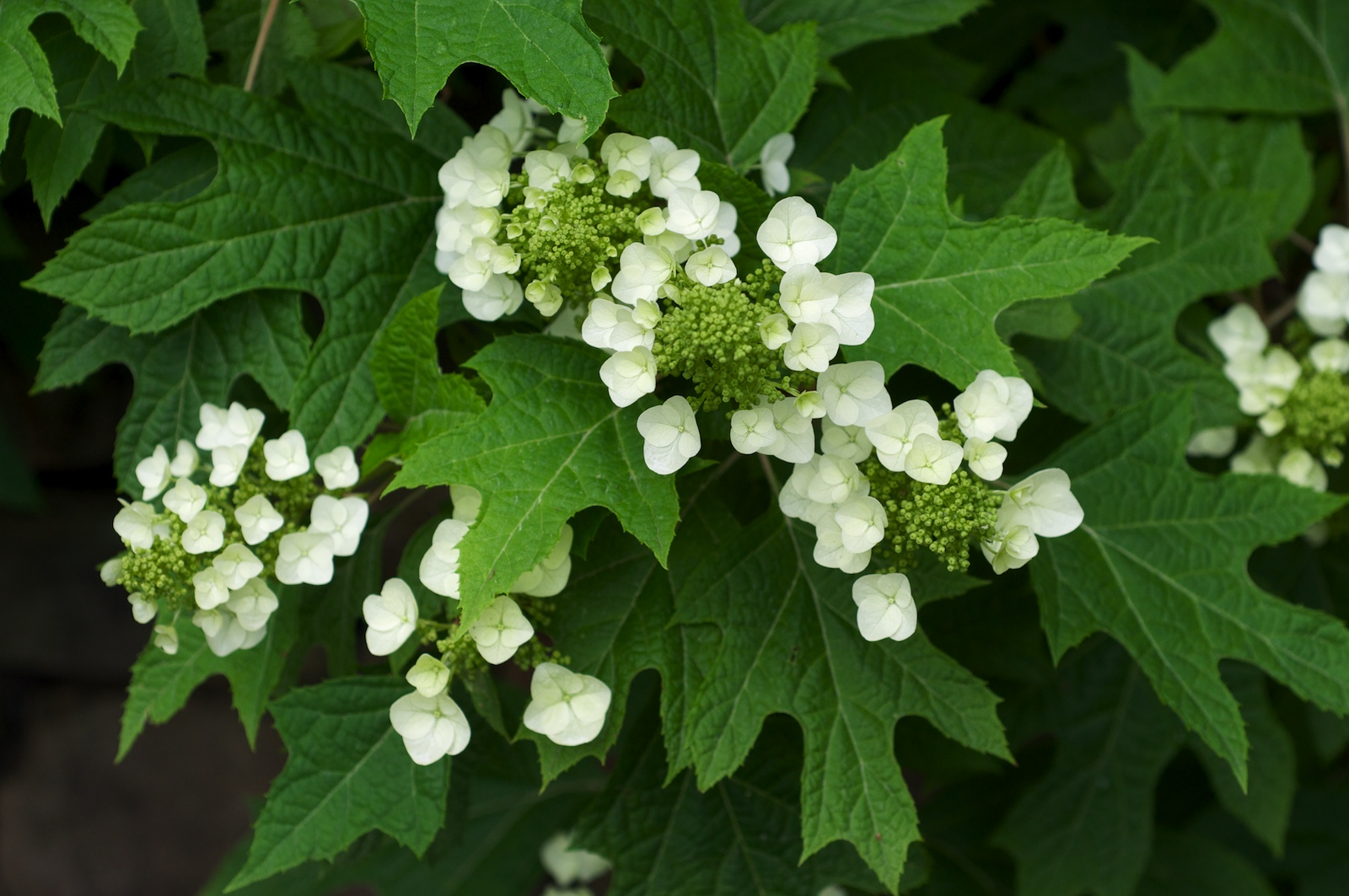
Flores de Hydrangea quercifolia.

- Entre las especies arbóreas, y arbustivas; Acer pensylvanicum, Calycanthus floridus, Cercis canadensis, Cornus canadensis, Cornus florida cv. Rubra, Cornus racemosa, Hydrangea quercifolia, Leucothoe fontanesiana, Magnolia acuminata, Magnolia tripetala, Oxydendrum arboreum, Rhododendron calendulaceum, Rhododendron cumberlandense, Rhododendron maximum, Rhododendron prinophyllum, Rhododendron prunifolium, Rhododendron vaseyi, Rhododendron viscosum,
- Plantas herbáceas;

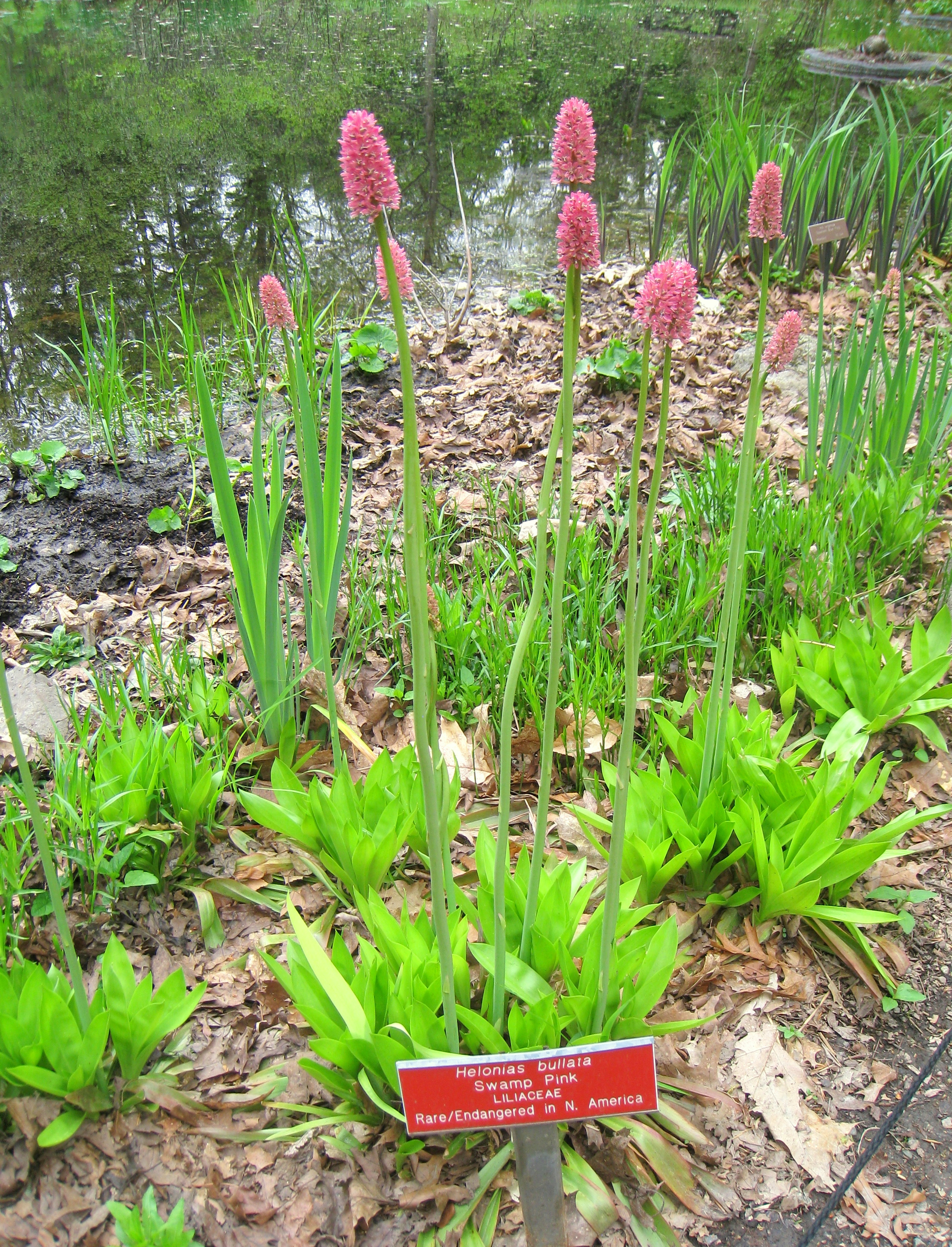
Flores de Helonias bullata.

- de floración en abril : Hepatica acutiloba, Helonias bullata, Epigaea repens, Sanguinaria canadensis, Erythronium albidum, Erythronium americanum, Erythronium tuolumnense, Amelanchier canadensis, Lindera benzoin, Waldsteinia fragarioides.

- de floración en mayo : Aquilegia canadensis, Arisaema triphyllum, Asarum canadense, Trollius laxus ssp. laxus, Stylophorum diphyllum, Caltha palustris, Mertensia virginica, Shortia galacifolia, Thalictrum dioicum, Claytonia virginica, Cypripedium pubescens, Darmera peltata, Disporum maculatum, Dodecatheon amethystinum, Dodecatheon pulchellum, Fothergilla gardenii, Geranium maculatum, Hydrastis canadensis, Iris cristata, Iris lacustris, Podophyllum peltatum, Uvularia grandiflora, Tiarella cordifolia, Trillium cuneatum, Trillium erectum, Trillium flexipes, Trillium grandiflorum, Trillium luteum, Vaccinium angustifolium, Viola labradorica,

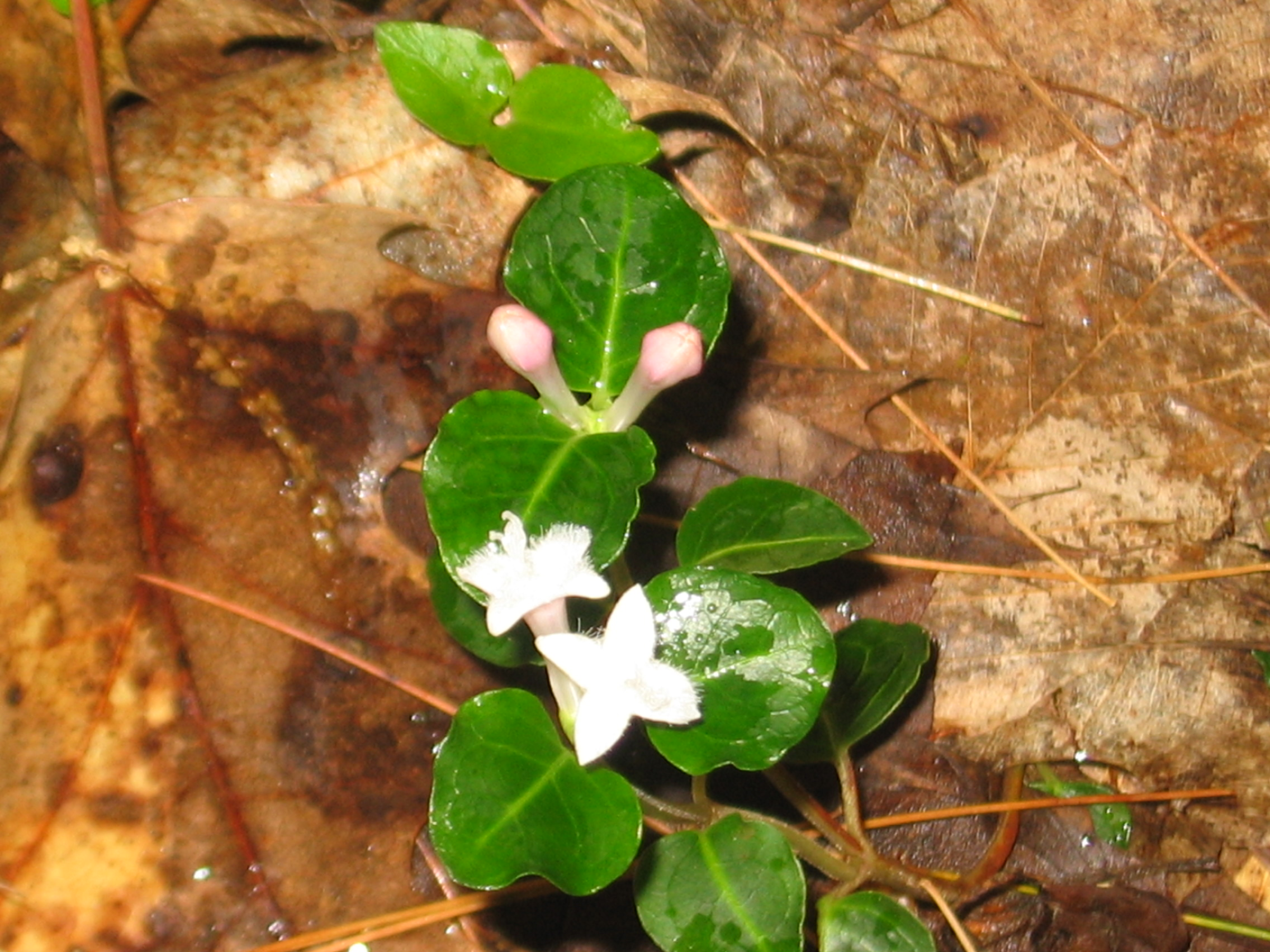
Flores y botones florales de Mitchella repens.

- de floración en junio; Amsonia hubrichtii, Amsonia montana, Baptisia alba, Baptisia australis, Chrysogonum virginianum var. virginianum, Conradina verticillata, Cypripedium kentuckiense, Cypripedium parviflorum var. parviflorum, Diphylleia cymosa, Gaylussacia brachycera, Iris prismatica, Kalmia angustifolia, Ledum groenlandicum, Meehania cordata', Penstemon serrulatus, Phlox stolonifera, Polemonium van-bruntiae, Polygonatum biflorum var. commutatum, Porteranthus trifoliatus, Sarracenia flava, Xerophyllum asphodeloides,

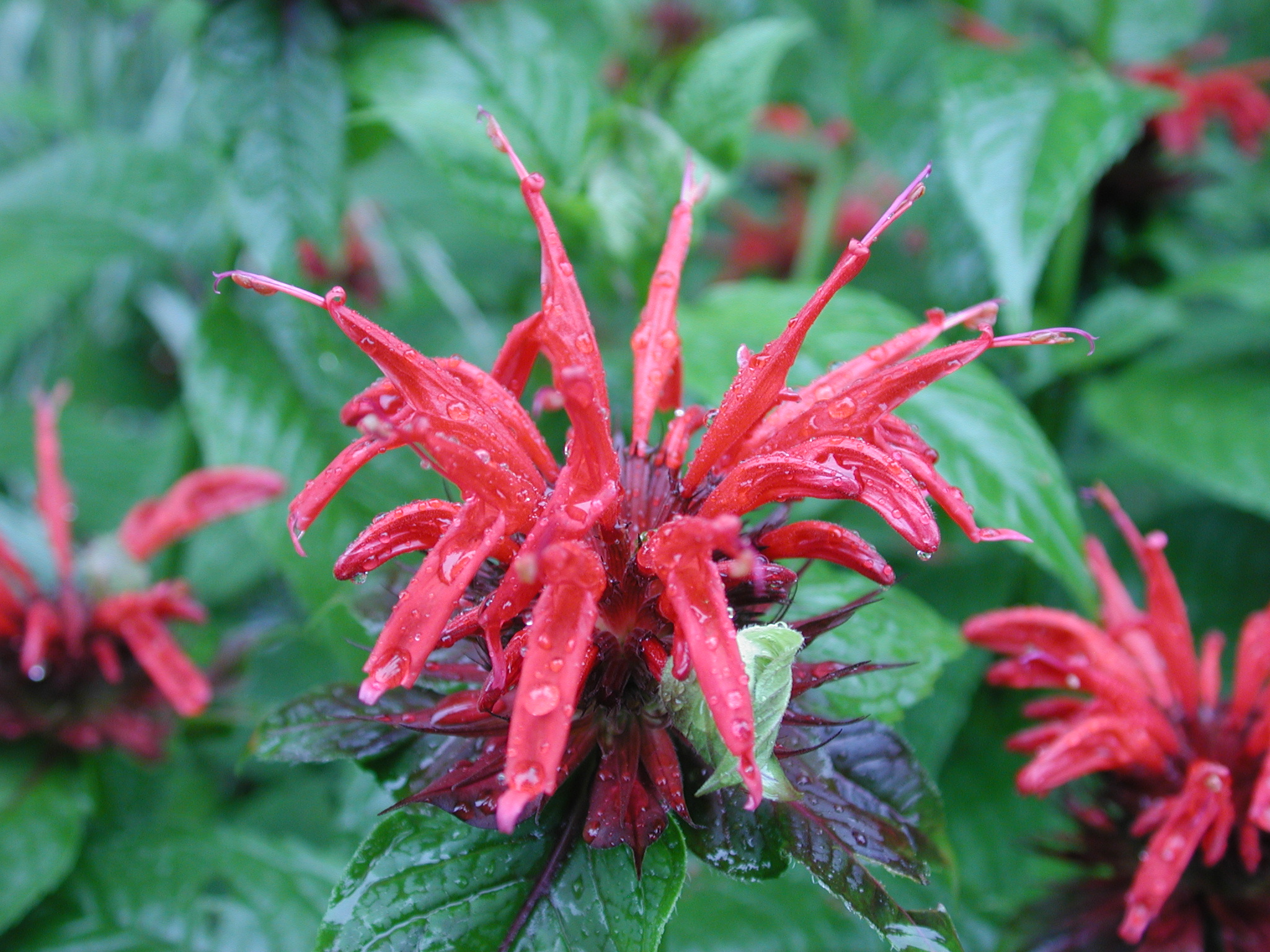
Flores de Monarda didyma.

- de floración en julio; Allium cernuum, Allium tricoccum, Amorpha canescens, Asclepias incarnata, Astilbe biternata, Baptisia tinctoria, Campanula rotundifolia, Ceanothus americanus, Clethra acuminata, Echinacea paradoxa, Erigeron glabellus, Gaultheria procumbens, Hydrangea arborescens, Iris brevicaulis, Lilium canadense, Lilium michiganense, Lilium philadelphicum, Melanthium virginicum, Monarda didyma, Opuntia humifusa, Rosa setigera, Rubus odoratus, Sarracenia rubra,

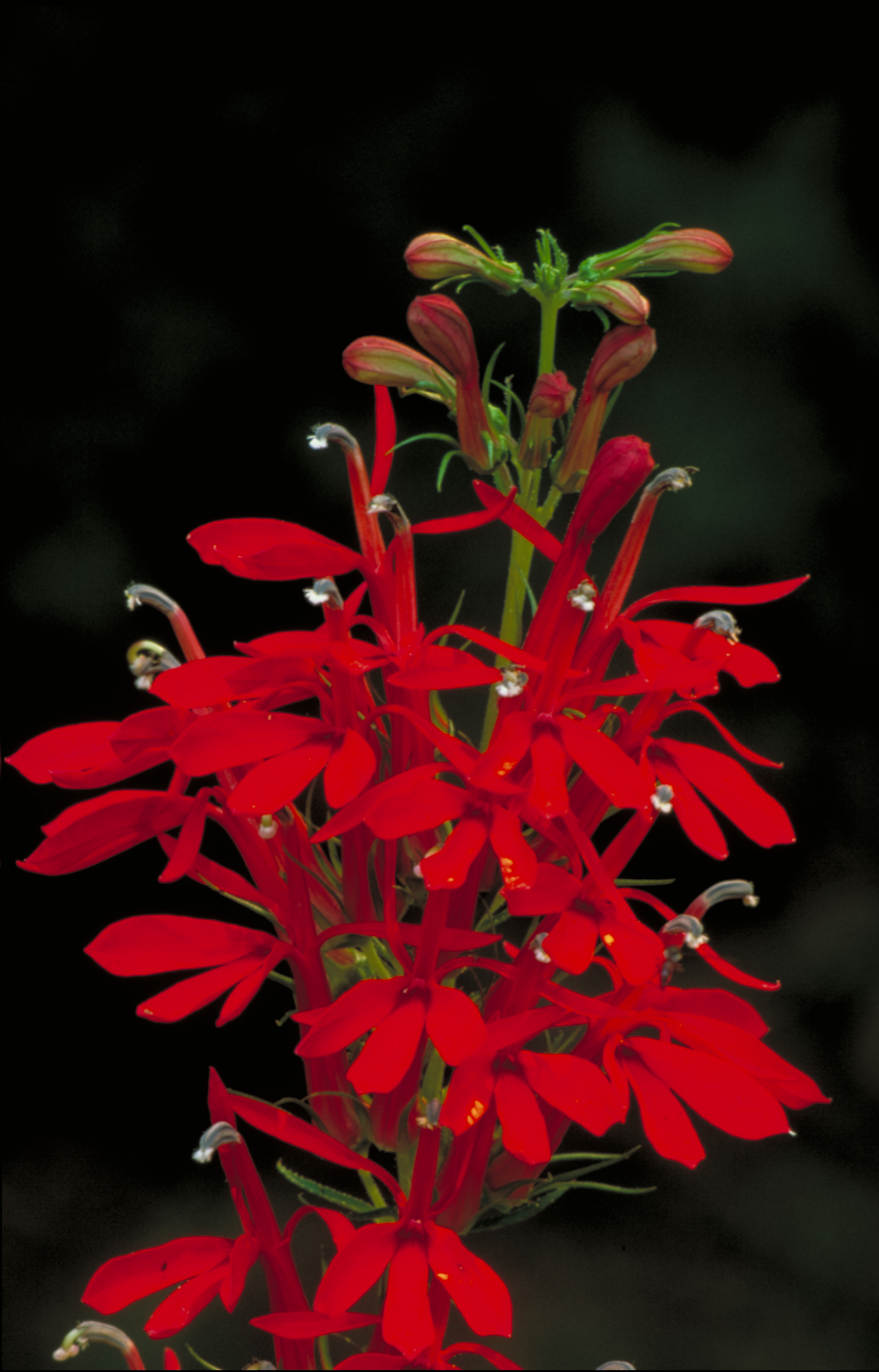
Flores de Lobelia cardinalis.

- de floración en agosto; Aster macrophyllus, Aster umbellatus, Campanula divaricata, Coreopsis rosea, Echinacea purpurea, Eryngium yuccifolium, Eupatorium maculatum, Liatris pycnostachya, Liatris scarriosa var. novae angliae, Lobelia cardinalis, Lobelia siphilitica, Panicum virgatum, Rhexia virginica, Rudbeckia maxima, Rudbeckia subtomentosa, Senna hebecarpa, Viburnum nudum var. nudum,

- de floración en septiembre; Allium stellatum, Aster novi-belgii, Allium autumnale, Clematis virginiana,

- Colección de Helechos, con Adiantum pedatum, Asplenium trichomanes, Athyrium filix-femina, Callirhoe triangulata, Cheilanthes lanosa, Dennstaedtia punctilobula, Diplazium pycnocarpon, Dryopteris carthusiana, Dryopteris celsa, Dryopteris cristata, Dryopteris filix-mas, Dryopteris goldiana, Dryopteris intermedia, Dryopteris marginalis, Hydrophyllum canadense, Lygodium palmatum, Matteuccia struthiopteris, Mitchella repens, Monarda russelliana, Osmunda cinnamomea, Osmunda claytoniana, Osmunda regalis, Polypodium virginianum, Polystichum braunii, Thelypteris palustris, Woodwardia areolata, y Woodwardia virginica.